# Wimbledon 2017 (rolstoelvrouwendubbel)
Op Wimbledon 2017 speelden de rolstoelvrouwen de wedstrijden in het dubbelspel op vrijdag 14 en zondag 16 juli 2017 in de Londense wijk Wimbledon.

## Toernooisamenvatting
Van het eerste reekshoofd, het Nederlandse koppel Jiske Griffioen en Aniek van Koot, had de eerste zich kort voor aanvang van het toernooi afgemeld. Haar plaats werd ingenomen door de Amerikaanse Dana Mathewson. Dit team strandde in de eerste ronde.
De ongeplaatste titelverdedigsters Yui Kamiji (Japan) en Jordanne Whiley (VK) slaagden erin hun titel te verlengen. In de finale versloegen zij het als tweede geplaatste Nederlandse koppel Marjolein Buis en Diede de Groot in drie sets. Kamiji en Whiley wisten voor de vierde keer op rij de dubbelspeltitel op Wimbledon te winnen.

## Geplaatste teams
| Nr. | Team                           | Resultaat                                         | Uitgeschakeld door         |
| --- | ------------------------------ | ------------------------------------------------- | -------------------------- |
| 1.  | Jiske Griffioen Aniek van Koot | Griffioen afgemeld, vervangen door Dana Mathewson | Yui Kamiji Jordanne Whiley |
| 2.  | Marjolein Buis Diede de Groot  | finale                                            | Yui Kamiji Jordanne Whiley |

## Toernooischema
| Legenda | Legenda                  |
| ------- | ------------------------ |
| Q       | Qualifier                |
| WC      | Deelname via wildcard    |
| LL      | Lucky Loser              |
| r       | Opgave / trok zich terug |
| w/o     | Walk-over                |
| Alt     | Alternate                |
| SE      | Special Exempt           |
| PR      | Protected Ranking        |
| d       | Diskwalificatie          |

|  | eerste ronde | eerste ronde                  | eerste ronde                  | eerste ronde | eerste ronde |                            |                               | finale | finale | finale | finale | finale |
|  |              |                               |                               |              |              |                            |                               |        |        |        |        |        |
|  | Alt          | Dana Mathewson Aniek van Koot | 4                             | 4            |              |                            |                               |        |        |        |        |        |
|  |              | Yui Kamiji Jordanne Whiley    | 6                             | 6            |              |                            |                               |        |        |        |        |        |
|  |              | Yui Kamiji Jordanne Whiley    | 6                             | 6            |              | Yui Kamiji Jordanne Whiley | 2                             | 6      | 6      |        |        |        |
|  |              |                               |                               |              |              | Yui Kamiji Jordanne Whiley | 2                             | 6      | 6      |        |        |        |
|  |              | 2                             | Marjolein Buis Diede de Groot | 6            | 3            | 0                          |                               |        |        |        |        |        |
|  |              | 2                             | Marjolein Buis Diede de Groot | 6            | 3            | 0                          | Sabine Ellerbrock Lucy Shuker | 4      | 1      |        |        |        |
|  |              |                               |                               |              |              |                            | Sabine Ellerbrock Lucy Shuker | 4      | 1      |        |        |        |
|  | 2            | Marjolein Buis Diede de Groot | 6                             | 6            |              |                            |                               |        |        |        |        |        |